# Gusperimus
Gusperimus là một loại thuốc ức chế miễn dịch. Nó là một dẫn xuất của spergualin ức chế HSP70 tự nhiên, và ức chế sự trưởng thành của các tế bào T được kích thích bởi interleukin-2 đến các pha S và G2/M và sự phân cực của các tế bào T thành các tế bào T tiết ra IFN-gamma. dẫn đến sự ức chế sự tăng trưởng của các tế bào T CD4 ngây thơ đã hoạt hóa.
Gusperimus được phát triển bởi Bristol-Myers Squibb. Hiện tại, nó được sản xuất và tài trợ để sử dụng như một loại thuốc mồ côi và cho các nghiên cứu lâm sàng của công ty Nhật Bản Euro Nippon Kayaku. Yêu cầu bằng sáng chế (xem trích dẫn) là Gusperimus có thể hữu ích cho một loạt các bệnh viêm nhiễm siêu vi như bệnh tự miễn. Thuốc có sẵn trong lọ chứa 100   mỗi mg.
Có rất ít thông tin về các đặc tính dược động học của gusperimus.

## Tổng quan
Ủy ban Châu Âu đã chỉ định tình trạng thuốc mồ côi cho Gusperimus vào năm 2001 để điều trị bệnh u hạt với viêm đa giác mạc, một dạng viêm mạch nghiêm trọng thường liên quan đến khuyết tật vĩnh viễn và/hoặc kết cục tử vong. Đã có nhiều trường hợp bệnh nhân kháng tất cả các hình thức điều trị thông thường đáp ứng rất tốt với Gusperimus.
Người ta đã đề xuất rằng gusperimus có thể mang lại lợi ích cho bệnh nhân mắc bệnh thần kinh teo cơ teo cơ bên (bệnh ALS hoặc Lou Gehrig). ALS gây ra thâm hụt và khuyết tật vận động vĩnh viễn cho đến khi gần như tất cả các chức năng vận động, bao gồm thở và kiểm soát bàng quang, bị mất. Bệnh nhân thường không bị suy giảm trí tuệ. Hiện tại, không có kết quả từ các nghiên cứu có kiểm soát ở bệnh nhân ALS.
Cũng đã có báo cáo giai thoại tích cực và tiêu cực ở những bệnh nhân bị đa xơ cứng. Như với ALS, không có nghiên cứu đầy đủ ở bệnh nhân MS.
Gusperimus có thể có thể được sử dụng trong các bệnh và tình trạng phổ biến hơn như viêm khớp dạng thấp, bệnh Crohn, lupus ban đỏ, và phòng ngừa và điều trị từ chối cấy ghép hoặc bệnh ghép so với vật chủ.

## Tác dụng phụ
Hiện tại, chỉ có dữ liệu tạm thời và sơ bộ về tác dụng phụ có sẵn. Các tác dụng phụ sau đây đã được chú ý cho đến nay:
- Chứng khó đọc (hương vị bất thường hoặc xấu)
- Giảm bạch cầu do thuốc (rất phổ biến)
- Nhiễm trùng đáng kể liên quan đến điều trị.

Người ta không biết liệu điều trị bằng gusperimus có thể làm tăng nguy cơ mắc các bệnh ác tính (ung thư hạch, bệnh bạch cầu, khối u rắn), như trường hợp với các thuốc ức chế miễn dịch mạnh khác như ciclosporin hoặc tacrolimus.

## Tương tác
Có rất ít kinh nghiệm về các tương tác liên quan đến lâm sàng. Đây có thể là:
- Thuốc ức chế miễn dịch khác: Nguy cơ nhiễm trùng tăng.
- Thuốc gây độc tủy như 6-Mercaptopurin: Nguy cơ tổn thương tủy xương nghiêm trọng tăng lên.
- Một số NSAID: Tăng nguy cơ phản ứng độc gan.

## Liều dùng
Gusperimus được sử dụng trong các chu kỳ trị liệu. Liều hàng ngày và độ dài của mỗi chu kỳ cũng như độ dài của khoảng thời gian tự do điều trị phụ thuộc vào mức độ giảm bạch cầu/giảm bạch cầu do gusperimus gây ra. Nên lấy số lượng WBC (Bạch cầu) hoàn chỉnh trong và sau mỗi chu kỳ thường xuyên.

## Từ đồng nghĩa
Tài liệu tham khảo 2Common là:
- (+ -) - 15-Deoxyspergualin,
- 1-Amino-19-guanidino-11-hydroxy-4,9,12-triazanonadecane-10,13-dione,
- 15-Deoxyspergualin,
- 15-Deoxyspergualin Hydrochloride,
- 7 - {(Aminoiminomethyl) amino] -N- [2 - [[4 - [(3-aminopropyl) amino] butyl] amino]] - 
1-hydroxy-2-oxoethyl] heptanamid,
- Gusperimus (Trihydrochloride),
- N - [[[4 - [(3-Aminopropyl) amino] -butyl] carbamoyl] hydroxymethyl]] - 
7-guanidinoheptanamid,
- Spanidin

## Tổng hợp

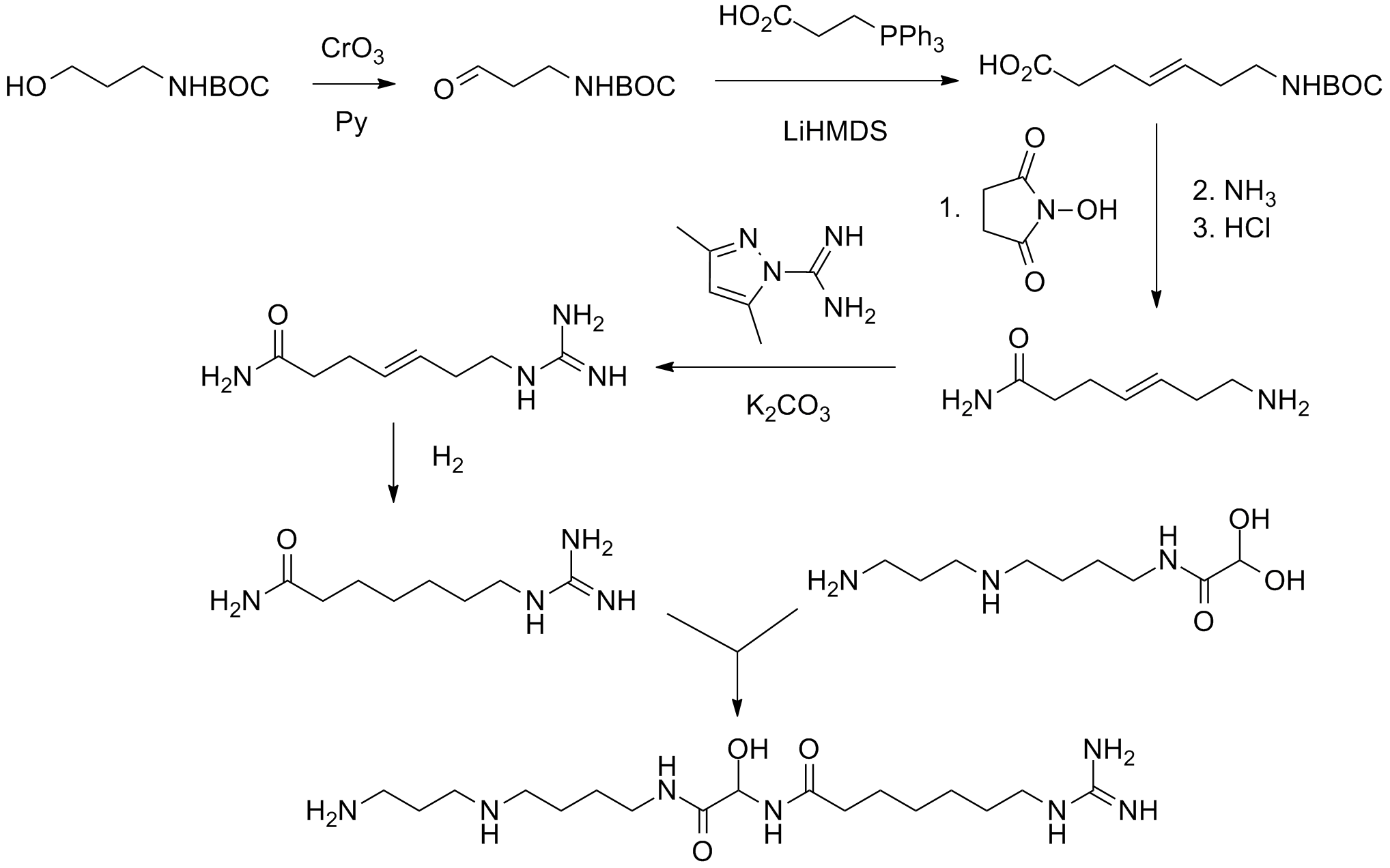
Tổng hợp Gusperimus:

- Dẫn xuất BOC của 4-aminobutanol được oxy hóa bằng thuốc thử Collins để thu được aldehyd.
- Ngưng tụ với ylide thu được từ phản ứng của axit 3-triphenylphosphonium propionic với lithium hexamethyldisilazane dẫn đến axit kéo dài chuỗi.
- Axit carboxylic sau đó được kích hoạt bằng cách chuyển đổi thành este N-hydroxysuccinimide của nó; Nhóm đó được thay thế bởi amonia để tạo ra amit tương ứng và nhóm BOC được loại bỏ bằng axit để cung cấp chất trung gian.
- Điều trị aminoamide bằng 1-amidino-3,5-dimethylpyrazole dẫn đến sự trao đổi chức năng amidine và hình thành guanidine tương ứng.
- Các guanidino-amide bão hòa thu được bằng quá trình hydro hóa xúc tác. Amit nổi tiếng tham gia vào việc hình thành các carbinolamines và amidan.
- Phản ứng với glyoxilamide từ spermidine (thể hiện dưới dạng hydrat của nó) dẫn đến sự dịch chuyển của một trong các nhóm hydroxyl và hình thành carbinolamine tương ứng, gusperimus.